# 삼성의료원
삼성의료원은 삼성그룹에서 설립한 병원들을 일컫는 대한민국의 의료집단이다. 삼성서울병원을 중심으로 강북삼성병원, 삼성창원병원, 삼성생명과학연구소, 경기도 수원시에 위치하는 성균관대학교 의학전문대학원과 의과대학을 운영한다. 1994년 11월 9일 삼성서울병원이 강남구 일원동에 1100병상 규모로 개원했다. 2010년, 삼성의료원 산하 마산삼성병원이 성균관대학교 의과부속대학병원으로 전환되어 성균관대학교 삼성창원병원으로 개칭했다.

## 병원 목록

### 삼성서울병원
삼성서울병원은 삼성생명공익재단에서 운영하는 병원이다. 서울특별시 강남구 일원로 81에 있으며, 지상 20층, 지하 5층의 본관과 지상 8층, 지하 4층의 별관 및 부속건물로 이루어져 있다. 2007년 현재 총 1,278개의 병상, 40개의 진료과와 8개의 특성화 센터, 100여 개의 특수 클리닉이 있다. 별관동에는 생명과학의 산업화를 위해 설립된 삼성생명과학연구소가 있다.
삼성서울병원(강남구 일원동)의 인력을 보면 의사 950여 명, 연구원 29명, 간호사 1380여 명, 의료기사 500여 명, 약사 70여 명과 기타 인원 등 모두 4700여 명의 인원이 근무하고 있다. 3개병원을 모두 합칠 경우 의사는 1400여 명을 비롯 모두 7100여 명이다.
2015년에 창궐한 중동호흡기증후군(메르스)의 병원 내 감염이 이 병원에서 대량으로 이루어짐으로 인해서 메르스 숙주병원이라는 오명을 쓰게 되었다. 2015년 7월까지 국내 메르스 확진자 186명 중 절반에 가까운 90명의 확진자가 삼성서울병원에서 발생되었고, 현재로서는 메르스의 2차 이상의 감염의 진원지로 알려지고 있다. 이 병원은 이로 인하여 병원의 일부를 폐쇄하는 결정을 내리기에 이르렀다.

### 강북삼성병원

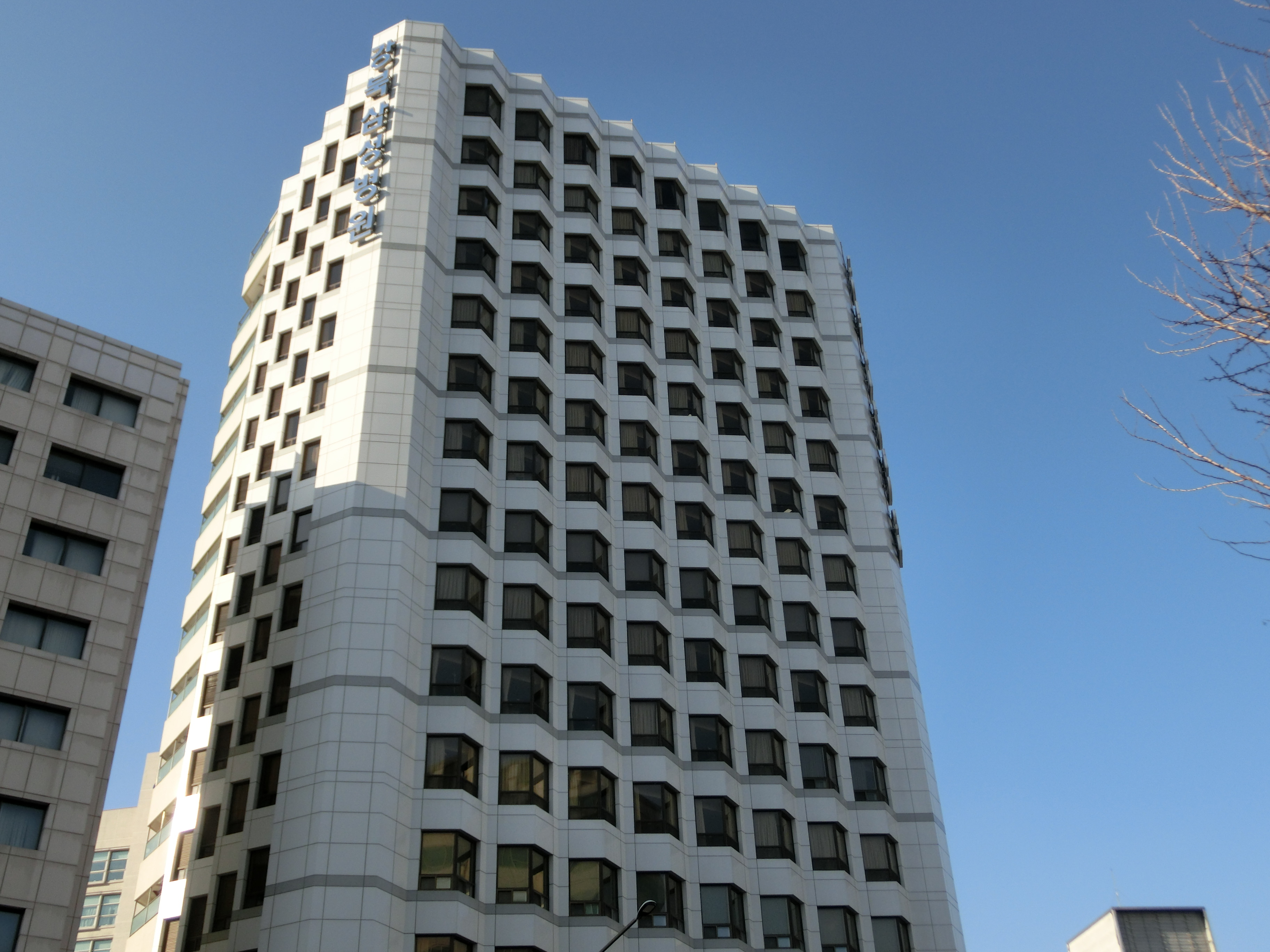
강북삼성병원

강북삼성병원은 의료법인 삼성의료재단에서 운영하는 병원이다. 1968년 11월 2일 고려병원이란 이름으로 개원한 강북삼성병원은 설립 당시 최신 의료기자재와 병동 시설을 갖춘 대규모 민간의료기관으로 주목을 받았다. 1981년 국내최초로 종합건강검진센터를 개설하였으며, 1994년 삼성의료원으로 편입, 1995년에 강북삼성병원으로 명칭을 변경했다.
2002년 수원에 종합건강검진센터를 추가 오픈하였으며, 2007년에는 국내최대 당뇨혈관센터를 오픈했다. 미국 볼티모어 존스홉킨스 보건대학원과 2009년 MOU를 통해 세계적인 규모의 임상 역학연구를 진행하고 있으며 2011년에는 유방·갑상선 암센터를 오픈해 진단에서 수술까지 2주 프로세스를 정착시켰다. 2013년에는 진료당일 암 확진, 3일 내 수술, 수술 후 7일 내 퇴원이라는 1.3.7 원스톱 서비스를 앞세운 소화기 암센터를 오픈하여 운영하고 있다. 병원 내 김구가 해방 후 집무실 겸 숙소로 사용하던 경교장이 있다.
2014년 기준으로 300여명의 의사와 600여명의 간호사를 포함한 약 2,200여명의 인력이 근무하고 있으며 4개의 특성화 센터(건강검진, 당뇨, 유방·갑상선, 소화기암)를 중심으로 운영하고 있다. 서울특별시 종로구 새문안로 29에 있다.
의료법인 삼성의료재단은 한때 제일병원을 운영하기도 했으나 분리되었다.

### 성균관대학교 삼성창원병원

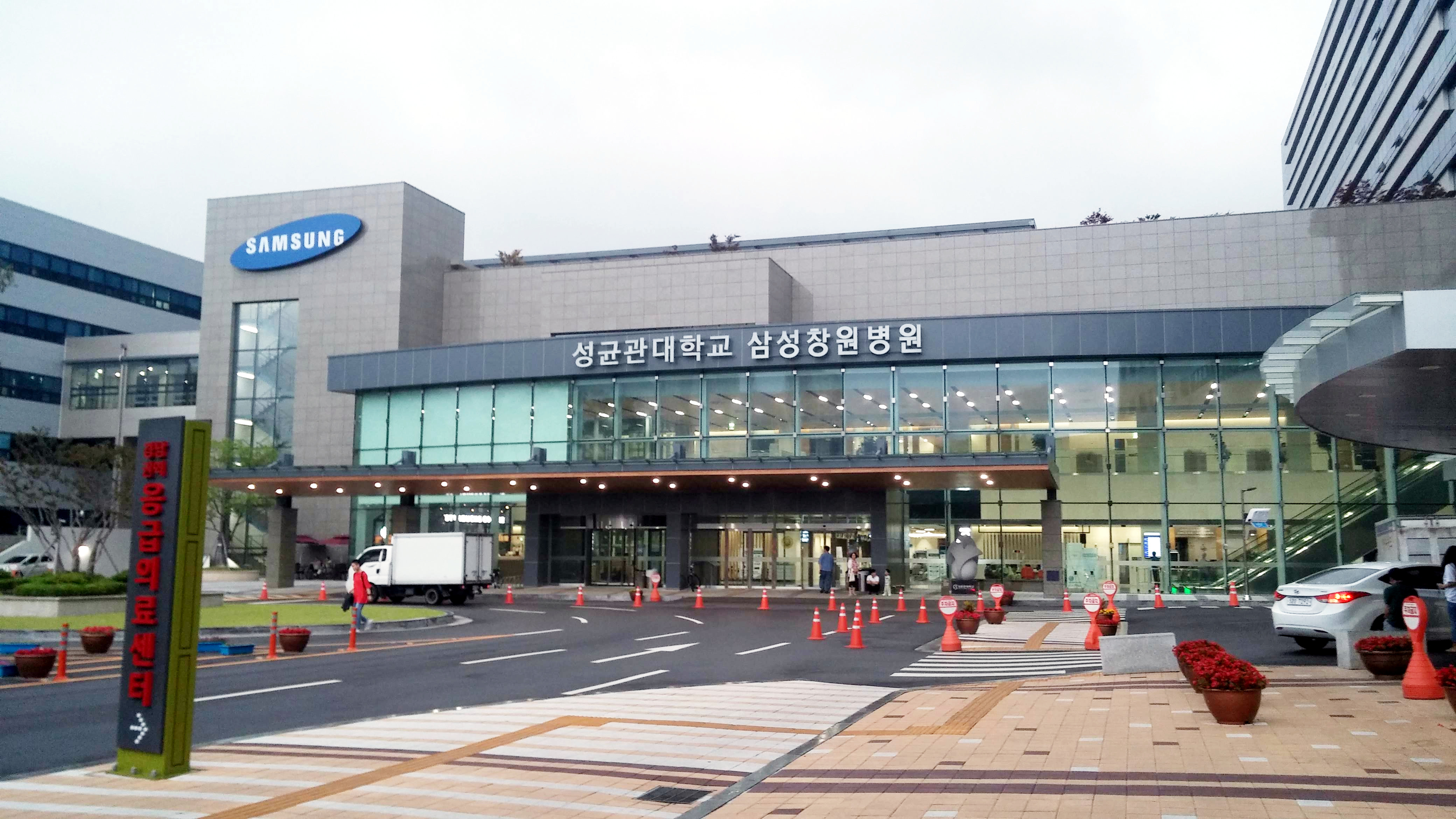
성균관대학교 삼성창원병원

2010년 7월 1일에 마산삼성병원이 학교법인 성균관대학으로 전환되어 성균관대학교 삼성창원병원이 되었다. 성균관대학교 삼성창원병원은 경상남도 최초로 심장수술과 불임환자 체외수정, 신장이식 수술에 성공한 병원이다. 심장센터와 불임센터가 있으며, 삼성제일병원과 연계해 불임클리닉을 운영하고 있다. 경상남도 창원시 마산회원구 팔용로 158에 위치하고 있으며, 경상남도 권역응급의료센터이다. 2021년 보건복지부로부터 창원시 최초의 상급종합병원으로 지정되었다.

## 대학 목록

### 성균관대학교 의과대학
성균관대학교 의과대학은 경기도 수원시 장안구 서부로 2066에 위치하고 있는 성균관대학교 자연과학캠퍼스 내에 위치하고 있다. 현재 삼성그룹에서는 공식 부속병원이 아닌 삼성의료원 의사들을 성균관대학교 교수로 임용한 뒤, 그 급여를 성균관대학교에 매년 기부하는 방식으로 운영하고 있다.

## 같이 보기
- 삼성그룹
- 삼성서울병원
- 삼성강북병원
- 성균관대학교 삼성창원병원
- 성균관대학교